# Ophion fuscipennis
Ophion fuscipennis är en stekelart som beskrevs av Szepligeti 1906. Ophion fuscipennis ingår i släktet Ophion och familjen brokparasitsteklar. Inga underarter finns listade i Catalogue of Life.